# 向日アーク
向日アーク（こうじつアーク、Anthelic arc）とは、大気光学現象の1つで、天球上における向日点を通る4種類のアーク（明るい光の帯）の総称。向日を通るアークのうち、幻日環は除く。
六角柱形の氷晶を、太陽光が通過しながら反射・屈折して起こる。いずれも、六角柱の長軸が地面と平行な状態で浮遊しているときに発生すると考えられている。六角柱の四角形側面は、ヴェーゲナーアークだけは地面と平行でなければいけないが、それ以外は斜めでもよい。
いずれも非常に稀な現象で、観測例は多くない。また、地平線下にも、地平線を境にして鏡写しのように、向日アークと上下対称のアークが見える。これは映向日アークまたは対日アークという。

## ヴェーゲナーアーク
Wegener arc、ヴェーゲナーの向日アーク(Wegener's anthelic arc)。気象学者でもあったアルフレート・ヴェーゲナー(Wegener)にちなんで名づけられた。
天球上で、観測者の頭上を大きく一周するように分布する。真の太陽の周りに発生する内暈の頂点に接し、そこから向日点までほぼ地平線と平行に分布するが、向日の左右それぞれ約30度以内ではだんだん下向きになって、やがて向日に達し、2つの線が交差して向日の下へと続く。
太陽高度が低いと向日の下のアークは下がり続けるが、太陽高度が高いと真の太陽のほうへ伸びてくる。

## ヘースティングスアーク
Hastings arc、ヘースティングスの向日アーク(Hastings anthelic arc)。
ヴェーゲナーアークより少しだけ天頂側にあるが、ほぼ同じ位置に分布する。ヴェーゲナーアークに比べて光が弱いため見えにくいが、カメラ等で撮影したものを反転・強調させる工夫を施すと見えやすくなる。向日に近いところではヴェーゲナーアークと完全に重なり、離れるほど分かれてくる。真の太陽の真上では上部パリーアークに接している。

## トリッカーアーク
Tricker arc、トリッカーの向日アーク(Tricker's anthelic arc)。
向日付近ではX字上に交差し、その上では筆記体のlのように急カーブを描き、下では緩やかに広がるようなカーブを描く。全体的には1回クロスさせたリボンのような形をしている。最も高い部分は太陽アークと接する。

## ディヒューズアーク
diffuse arc。グリーンラーアーク(Greenler arc)、グリーンラーの向日アーク(Greenler's anthelic arc)ともいう。
向日より下側に、流れ落ちるシャワーのように広がって見える。トリッカーアークより内側に存在し、中央には隙間がある。線ではなく広がり(diffuse)があることからディヒューズアークと呼ばれる。